# Ariadna pelia
Ariadna pelia là một loài nhện trong họ Segestriidae.
Loài này thuộc chi Ariadna. Ariadna pelia được Jia-Fu Wang miêu tả năm 1993.